# Okno Parzena
Okno Parzena – metoda estymacji rozkładu lub klasyfikacji punktów, wyznaczająca wartość funkcji rozkładu w punkcie {\displaystyle x} poprzez próbki wokół. Próbki te należą do hiperkostki („okna”) o środku {\displaystyle x,} szerokości boków {\displaystyle h} i liczbie wymiarów {\displaystyle N.}
Do obliczeń używana jest funkcja okna, która zwraca 1 jeśli hiperkostka zawiera przykład:
{\displaystyle f(u)=\left\{{1\ |u_{i}|<{\frac {1}{2}},\ i=1,2,...,N \atop 0-inne\ przypadki}\right.}
Jeżeli chcemy obliczyć liczbę przykładów znajdujących się w hiperkostce to wykorzystujemy wzór:
{\displaystyle L_{s}(x,h)=\sum \limits _{j\in C_{i}}f\left({\frac {x-x_{j}}{h}}\right),}
gdzie szerokość okna {\displaystyle h} jest funkcją {\displaystyle N} oraz spełnia warunki:
{\displaystyle \lim _{N\to \infty }h(N)=0,}
{\displaystyle \lim _{N\to \infty }Nh^{d}(N)=\infty .}
A oto gęstość rozkładu, gdzie liczbę przykładów w hiperkostce przez jej objętość i liczbę wszystkich przykładów:
{\displaystyle p(x|C_{i})\simeq {\frac {L_{s}(x,h)}{K_{i}V}}}
Normalizujemy funkcję do jedynki:
{\displaystyle \int f(x,h)dx=1}
Możemy modyfikować funkcję manewrując szerokością okna, aby uzyskać najbardziej gładką, ale i też dokładną funkcję gęstości. Jako funkcję okna często używa się rozkładu normalnego.